# Giovanni Giordani

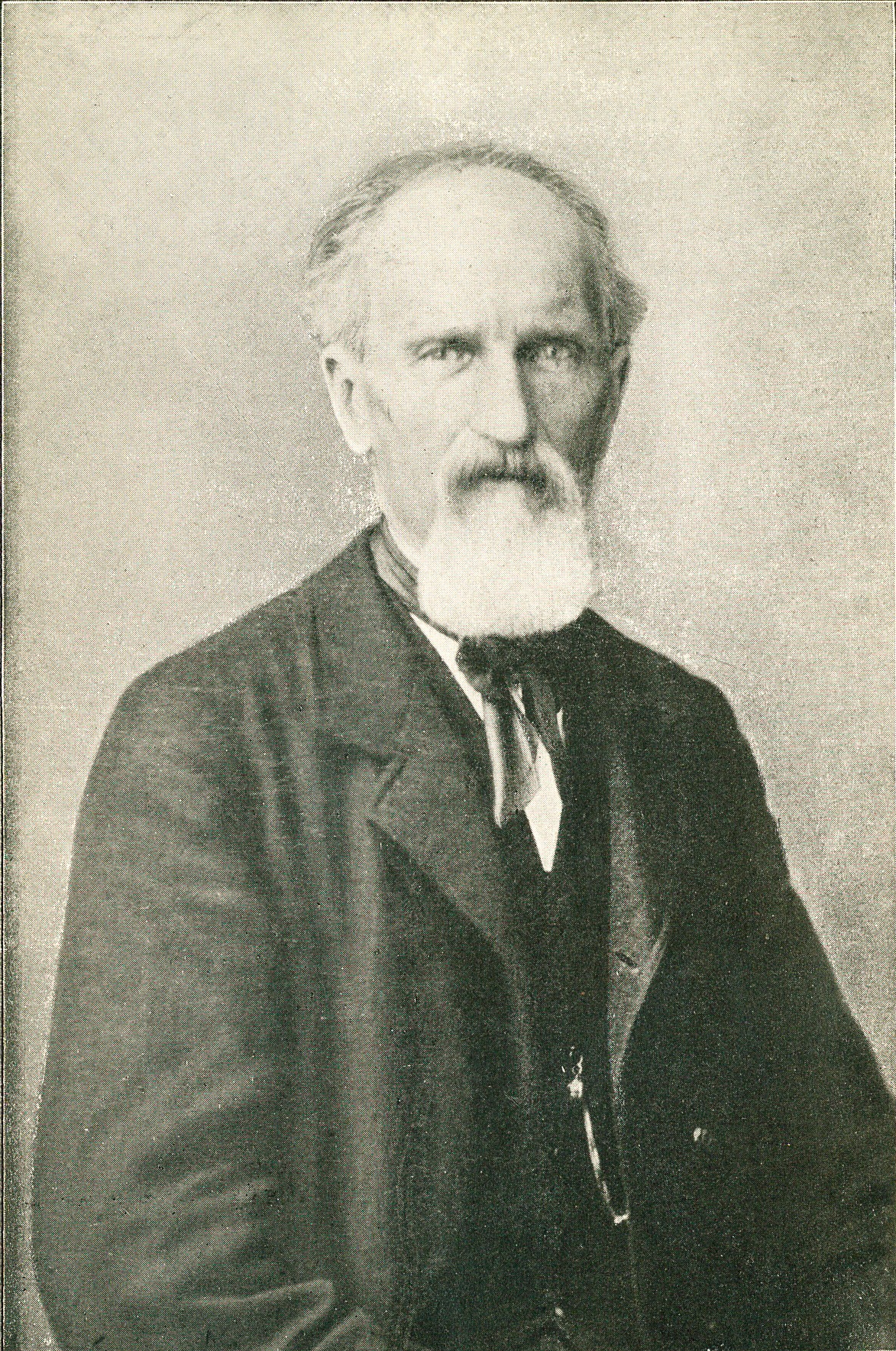
Giovanni Giordani

Giovanni Giordani (* 27. Oktober 1822 in Alagna Valsesia; † 12. Januar 1890 in Scopello) war ein italienischer Arzt. Für die deutsche Dialektologie ist er deshalb von Bedeutung, weil sein Buch über den Walserdialekt seiner Heimat eine der ersten Darstellungen einer höchstalemannischen Mundart ist. Überdies war er einer der Erstbesteiger der im Monte-Rosa-Massiv liegenden Signalkuppe.

## Leben
Der in einem Bergdorf zuhinderst im Sesiatal, südöstlich des Monte Rosa, aufgewachsene Giordani war der Sohn des Giuseppe Giordani und der Marianna geborener Carestia, einer Tochter des aus dem benachbarten Riva Valdobbia stammenden Chirurgen Giacomo Antonio Carestia. Er studierte zunächst in Varallo klassische Philologie und Philosophie, darauf an den Universitäten von Vercelli und Turin Medizin und Chirurgie; an der letztgenannten promovierte er 1846. Als Arzt wirkte er einige wenige Jahre in Briona im novaresischen Hügelland sowie in Fobello in einem Seitental der Valsesia, doch den größten Teil seines Berufslebens amtete er als Dorfarzt von Scopello im Sesiatal selbst.
Zusammen mit Giovanni Gnifetti und sechs weiteren Begleitern bestieg er 1842 als erster die 4554 Meter über dem Meer liegende Signalkuppe.
Ab 1874 widmete sich Giordani mit zunehmender Intensität geographischen und sprachlichen Studien, deren Früchte der Aufsatz L’epoca glaciale nella Valgrande in Valsesia (1888) und das Buch La colonie tedesca di Alagna-Valsesia e il suo dialetto (postum 1891) waren.
1888 erhielt er vom italienischen König Humbert I. für sein Wirken als Arzt den Orden der Krone von Italien.

## La colonia tedesca di Alagna-Valsesia e il suo dialetto
Giordanis Darstellung der Mundart von Alagna Valsesia wurde erst ein Jahr nach seinem Tode publiziert – in verkürzter Form und ohne dass er die von Fachseite gewünschten Änderungen noch hätte umsetzen können. Sie ist die erste Monographie über einen südwalserdeutschen Dialekt (Albert Schotts Buch über die Deutschen Colonien in Piemont bildete eine Gesamtschau über alle deutschen Mundarten südlich und östlich des Monte-Rosa-Massivs und war auch stark volkskundlich geprägt) und eine der ersten über eine höchstalemannische Mundart überhaupt (voran gingen im Wesentlichen Jost Wintelers Arbeit über die Sprache des Kerenzerbergs und Valentin Bühlers Publikationen über das Davoserdeutsche; Jakob Joseph Matthys’ Nidwaldner Grammatik und Wörterbuch blieben ungedruckt). Eduard Hoffmann-Krayers ausführliche Besprechung in der Zeitschrift für deutsches Altertum und deutsche Literatur 21 (1895) war überaus kritisch. Rudolf Hotzenköcherle, der damalige Hauptbearbeiter des Sprachatlasses der deutschen Schweiz und selbst ein Kenner das Alagnadeutschen, schrieb 1956, diese Rezension werde „der Leistung des ohne philologisch-germanistische Ausbildung arbeitenden Arztes nicht gerecht.“ Und weiter:

„Giordanis Buch ist selbst für Kenner dieser Mundart (der Hoffmann nicht war) eine ungemein beachtenswerte, größten Dank verdienende Quelle; die sprachwissenschaftlichen Schnitzer, die H[offmann] zu seinem höchst ungnädigen Urteil veranlaßten, stellt jeder Germanist ohne Mühe selbst richtig.“

Auch der kanadische Sprachwissenschafter Sergio Maria Gilardino strich 2008 die Bedeutung von Giordanis Arbeit über den alagnadeutschen Dialekt heraus und widersprach „mehreren Linguisten und Philologen, die Giordani zum Dilettanten deklassiert“ hatten (vari linguisti e filologi abbiano declassato il Giordani al dilettante). Darüber hinaus stellte er anhand des im Jahre 2005 aufgetauchten Manuskript Giordanis fest, dass davon „große Teil ungedruckt geblieben“ seien (il grosso … rimase inedito).
Giordani schrieb sein Buch angesichts der zunehmenden Verdrängung der alemannischen Ortsmundart durch die piemontesische des Sesiatals und hoffte, dass zukünftig Interessierte sich damit ein adäquates Bild von „der Natur, der Beschaffenheit und dem Reichtum unseres Dialekts“ (una idea adeguanta della natura, modalità e ricchezza del nostro dialetto) machen könnten. Es enthält insbesondere umfassende Kapitel über die Ortsgeschichte (45 Seiten), die Flexion (37 Seiten), zahlreiche Textbeispiele (Kinderlieder, Sprichwörter, Rätsel, Gespräche, Sagen; 30 Seiten) sowie ein alagnadeutsch-italienisches Glossar (76 Seiten). Weitere, knappe Abschnitte behandeln etwa die Syntax, die einheimischen Tauf- und Familiennamen sowie Örtlichkeitsnamen; Listen, in denen der alagnadeutsche Dialekt mit den Dialekten von Davos (auf der Basis der Publikationen Valentin Bühlers) und des Oberwallis verglichen wird, beschließen das Buch.

## Werke
- L’epoca glaciale nella Valgrande in Valsesia. In: Bollettino CAI 22 (1888), S. 174–180.
- La colonia tedesca di Alagna-Valsesia e il suo dialetto. 1. Aufl. Candeletti, Turin 1891, 2. Aufl. Unione Tipografica Valsesiana, Varallo Sesia 1927. Nachdrucke der 2. Auflage 1927: Forni, Bologna 1974; Libreria Alpina Editrice, Bologna 1982.